# Giro dell'Appennino 2006
Il Giro dell'Appennino 2006, sessantasettesima edizione della corsa, si svolse il 23 aprile 2006, per un percorso totale di 199,5 km. Venne vinto dall'italiano Rinaldo Nocentini che terminò la gara in 4h53'00".
La partenza fu dal Museo dei Campionissimi di Novi Ligure e l'arrivo quello classico a Pontedecimo. Il miglior tempo della scalata del Passo della Bocchetta fu del venezuelano José Rujano con 22'06".

## Squadre partecipanti
| N.      | Cod. | Squadra                    |
| ------- | ---- | -------------------------- |
| 1-8     | PAN  | Ceramiche Panaria-Navigare |
| 11-18   | LAM  | Lampre-Fondital            |
| 21-28   | LIQ  | Liquigas                   |
| 31-38   | ASA  | Acqua & Sapone             |
| 41-48   | BAR  | Barloworld                 |
| 51-58   | FLM  | Ceramica Flaminia          |
| 61-68   | ECV  | Comunidad Valenciana       |
| 71-78   | ELK  | ELK Haus-Simplon           |
| 81-88   | INT  | Intel-Action               |
| 91-98   | MIE  | Miche                      |
| 101-108 | NSM  | Naturino-Sapore di Mare    |

| N.      | Cod. | Squadra                          |
| ------- | ---- | -------------------------------- |
| 111-118 | CLM  | Selle Italia-Serr. Diquigiovanni |
| 121-128 | ADR  | Androni Gioc.-3C Casalinghi Jet  |
| 131-138 | AGC  | Team LPR                         |
| 141-148 | TEN  | Tenax-Salmilano                  |
| 151-158 | ADR  | Adria Mobil                      |
| 161-168 | AMO  | Amore & Vita-McDonald's          |
| 171-178 | ODL  | OTC Doors-Lauretana              |
| 181-188 | PER  | Perutnina Ptuj                   |
| 191-198 | END  | Team Endeka                      |
| 201-208 | TUC  | C.B. Immobiliare-Universal Caffè |

## Ordine d'arrivo (Top 10)
| Pos. | Corridore            | Squadra      | Tempo    |
| ---- | -------------------- | ------------ | -------- |
| 1    | Rinaldo Nocentini    | Acqua & Sap. | 4.53'00" |
| 2    | Luca Mazzanti        | Panaria      | s.t.     |
| 3    | Eddy Ratti           | Naturino     | s.t.     |
| 4    | Santo Anzà           | Selle Italia | s.t.     |
| 5    | Charles Wegelius     | Liquigas     | s.t.     |
| 6    | Emanuele Sella       | Panaria      | a 10"    |
| 7    | José Rujano          | Selle Italia | a 55"    |
| 8    | Volodymyr Duma       | Univ. Caffè  | a 2'20"  |
| 9    | Marco Marzano        | Lampre       | a 4'00"  |
| 10   | Miguel Ángel Rubiano | Panaria      | s.t.     |